# Depressió (estat d'ànim)
Es pot entendre la depressió en dos sentits complementaris:
1. Com a símptoma o símptomes: un baix estat d'ànim, amb tristesa, desesperança (fins i tot amb pensaments suïcides) i sense ganes de fer res.[1][2] La depressió afecta els pensaments (amb dificultat de concentració), el comportament, la motivació, els sentiments i la sensació de benestar d'una persona.[3] Es diu que el símptoma principal de la depressió és l'anhedonia, que es refereix a la pèrdua d'interès o la sensació de plaer en determinades activitats que solen portar alegria a les persones.[4] Pot disminuir significativament la gana i la durada o qualitat del son. Com a símptomes apareix com a reacció temporal normal a esdeveniments de la vida, com la pèrdua d'un ésser estimat; o també en algunes malalties físiques, efectes secundaris d'alguns medicaments i tractaments mèdics.
2. Com a denominació per a diversos trastorns mentals i de comportament[5] que cursen amb els símptomes esmentats, com el trastorn depressiu major, la depressió reactiva o la distímia.[6]

## Símptomes
- Depressió endògena: no hi ha factors desencadenants
- Depressió reactiva: trobem sempre una situació conflictiva que justifica l'aparició de la depressió.

La depressió altera l'estat d'ànim (afectivitat) dels pacients: el símptoma fonamental és la tristesa patològica, entesa com un sentiment de tristesa més durador i intens del que considerem normal, fins i tot més greu que una pèrdua d'un ésser estimat. La tristor és molt forta de matinada i al matí.
Una ansietat important sense una causa justificada, és també un altre símptoma freqüent, que s'acompanya d'irritabilitat.
Tanmateix altera el pensament, de forma que hi ha una disminució de la concentració i pensament lent. Canvien les idees: els pacients tenen idees negatives, fins i tot de suïcidi.
La depressió produeix símptomes físics: cefalees, dolor abdominal, vertigen, dispnea (sensació de manca d'aire). Fins i tot, les depressions poden presentar-se només amb aquests símptomes (depressió emmascarada), cosa que en dificulta el diagnòstic.
Quant a alteració del comportament, la depressió pot generar: manca de comunicació, aïllament, agitació, i fins i tot conducta agressiva (tant sobre el mateix pacient com sobre els altres).
La depressió és la major causa de la baixa autoestima, ja que enfosqueix la percepció d'un mateix i la distorsiona, fa automenyspreuar-se i jutjar-se (criticar-se mordaçment) sense pietat i contra un mateix, lleva les ganes de viure i l'esperança. Impregna la persona que la pateix de negativitat, pessimisme i culpa sense bases reals, i omple d'odi a un mateix. Però al seu torn la depressió també és un símptoma que l'autoestima ha estat ferida per altres causes, que minven aquesta tant directament com de manera indirecta per mitjà de la depressió provocada.
El trastorn depressiu major (TDM) s'ha relacionat teòricament amb la disfunció interoceptiva. Tot i així, els resultats dels estudis no resulten del tot determinants al respecte. S'ha vist que pacients amb TDM, tot i presentar un baix rendiment en tasques de precisió interoceptiva, presentaven una tendència cap a nivells alts de sensibilitat interoceptiva. D'aquesta manera, aquestes dues dimensions no sempre estan relacionades en aquest trastorn.

## Situacions particulars

### La depressió en les dones
La depressió es dona en la dona amb una freqüència que és quasi el doble de la del baró.
Potser factors hormonals podrien contribuir a la taxa més alta de depressió en la dona. Altra explicació possible es basa en el context social que viuen les dones, especialment pel que fa al sexisme.
En particular, en relació amb els canvis del cicle menstrual, l'embaràs, l'avortament, el període de pospart, la premenopausia i la menopausa. Les hormones sexuals femenines (estrògens i progesterona), a causa d'una existència de menors nivells d'estrògens, semblen ocupar per tant un cert paper en la etiopatogènia de la depressió.
D'altra banda, el sexisme amb el seu consegüent estrès, falta de recursos econòmics i determinats valors socioculturals es relacionen amb menys autoestima en les dones, així com més problemes psicològics.
Un estudi de l'Institut Nacional de Salut Mental dels Estats Units (NIMH) va demostrar que les dones que presentaven predisposició a patir la síndrome premenstrual (SPM) greu s'alleugen dels seus símptomes físics i anímics (per exemple, de la depressió) quan se'ls suprimeixen les seues hormones sexuals a través d'un tractament farmacològic. Si eixe tractament s'interromp, les hormones es reactiven i, al cap de poc, els símptomes tornen. D'altra banda, a les dones sense SPM, la supressió temporal de les hormones no els produeix cap efecte.
La depressió postpart és un trastorn depressiu que pot afectar les dones després del naixement d'un fill. Està àmpliament considerada com tractable. Els estudis mostren entre un 5 i un 25 per cent de prevalença, però les diferències metodològiques d'eixos estudis fan que la veritable taxa de prevalença no estiga clara.
En recents estudis s'ha demostrat una associació entre l'aparició de depressió en dones d'edat avançada i un augment de la mortalitat (per diferents causes, principalment per accidents vasculars cerebrals.

### La depressió en els homes
Encara que la prevalença global és inferior entre els homes, la taxa de suïcidi consumat en ells és quatre vegades més alta que en les dones. Tot i això, els intents de suïcidi són més comuns en la dona que en l'home. A partir dels 70 anys, la taxa de suïcidi en l'home augmenta, arribant al nivell màxim després dels 85 anys.
La depressió també pot afectar la salut física de l'home, encara que en una forma diferent a la de la dona. Alguns estudis indiquen que la depressió s'associa amb un risc elevat de malaltia coronària en ambdós sexes. No obstant això, només en el baró s'eleva la taxa de mortalitat deguda a una malaltia coronària que es dona juntament amb un trastorn depressiu.